# 城关街道 (涡阳县)
城关街道，是中华人民共和国安徽省亳州市涡阳县下辖的一个乡镇级行政单位。

## 行政区划
城关街道下辖以下地区：
南关社区、向阳社区、红旗社区、团结社区、光明社区、东风社区、滨河社区、新安社区、新城社区、官路口社区、交通社区、胜利社区、王土楼社区、紫光社区、道源社区、三里黄社区、西园社区、长青社区、孙楼社区和水上社区。